# Krzywość
Krzywość lub Krzywaźń (ok. 460 m) – wzniesienie i skała w miejscowości Strzegowa w województwie małopolskim, w powiecie olkuskim, w gminie Wolbrom. Znajduje się na granicy lasu i  pól uprawnych, w odległości około 1,5 km na zachód od drogi wojewódzkiej nr 794. Pod względem geograficznym jest to obszar Wyżyny Częstochowskiej
Wzniesienie jest dwuwierzchołkowe. Zachodnie i północne stoki wzniesienia opadają do suchej doliny i porośnięte są lasem, ale na północnym wierzchołku są dwie widoczne ponad lasem skały. Zasadnicza skała Krzywość tworzy wierzchołek południowy, jest bezleśna i znajduje się na otwartej przestrzeni, ale stopniowo zarastającej drzewami i krzewami. Ma długość około 80 m i wyraźny wierzchołek.
Skała Krzywość jest obiektem wspinaczki skalnej. Zbudowana jest z wapieni, ma wysokość 8–14 m i pionowe ściany z filarem i zacięciem. Wspinacze skalni wytyczyli na niej 6 dróg wspinaczkowych o trudności V – VI+ w skali Kurtyki. Mają wystawę zachodnią lub południowo-zachodnią. 5 dróg posiada asekurację (ringi, ringi zjazdowe i stanowiska zjazdowe).
Obok Krzywości wyznakowano Szlak Jaskiniowców. Z wierzchołka skały roztacza się szeroka panorama widokowa. 